# Anochetus testaceus
Anochetus testaceus är en myrart som beskrevs av Auguste-Henri Forel 1893. Anochetus testaceus ingår i släktet Anochetus och familjen myror. Inga underarter finns listade i Catalogue of Life.